# Charles de Kontski
Charles de Kontski, né le 6 septembre 1815 à Cracovie et mort le 21 août 1867 à Paris, est un violoniste et compositeur polonais.

## Biographie
Karol Kątski est le fils de Gregory Kątski (1776-1844) et de sa première épouse, Marie Anne Nowinska. Il a pour frères les artistes Stanislas, Antoine, Apollinaire et pour sœur Eugénie de Kontski.
Premier violon à l'Opéra-Comique, il meurt à son domicile de la rue de l'Échiquier des suites d'une longue maladie à l'âge de 52 ans. Il est inhumé le 23 août au cimetière de la Chapelle, puis définitivement le 22 novembre au cimetière de Montmartre.